# Alan García
Alan Gabriel Ludwig García Pérez (Lima, 23 de maio de 1949 – Lima, 17 de abril de 2019) foi um advogado e político peruano que serviu como Presidente do Peru por dois mandatos não consecutivos, de 1985 a 1990 e de 2006 a 2011. Foi o segundo líder da Aliança Popular Revolucionária Americana (APRA) e o único membro do partido a ter exercido a presidência. Sob a mentoria de Víctor Raúl Haya de la Torre, fundador da APRA, serviu na Assembleia Constituinte de 1978–1979. Eleito para o Congresso Peruano em 1980, chegou à posição de secretário-geral da APRA em 1982 e foi subsequentemente eleito presidente em 1985, numa vitória expressiva, tendo apenas 35 anos na época.
O primeiro mandato presidencial de García foi marcado por uma grave crise econômica, agitação social e violência. No final da sua primeira presidência, foi acusado e investigado por corrupção e enriquecimento ilícito. Em 1992, pediu asilo em decorrência do autogolpe do Presidente Alberto Fujimori e exilou-se com a sua família na Colômbia e em França durante os nove anos seguintes. Após a queda de Fujimori, regressou à vida política ao candidatar-se à presidência em 2001, embora tenha perdido no segundo turno para Alejandro Toledo. Em 2006, foi eleito para um segundo mandato, um feito considerado uma ressurreição política inesperada, tendo em conta o legado negativo do seu primeiro mandato.
No segundo mandato de García, o Peru experimentou uma economia estável, tornando-se a economia que mais cresceu na América Latina em 2008, superando até mesmo a China em termos de crescimento do PIB. O sucesso econômico de sua segunda presidência foi aclamado como um grande triunfo por líderes mundiais, e a pobreza foi reduzida de 48% para 28% no país. Além disso, o Peru assinou acordos de livre comércio com a China e os Estados Unidos durante sua gestão. No entanto, acusações de corrupção persistiram durante seu mandato e também no período pós-presidência. Ele foi sucedido por seu antigo rival no segundo turno de 2006, Ollanta Humala, nas eleições de 2011. García se afastou da política partidária após não conseguir chegar ao segundo turno das eleições gerais de 2016, ficando em quinto lugar em sua tentativa de um terceiro mandato pela Aliança Popular, uma coalizão entre seu partido e o Partido Popular Cristão, que incluía sua ex-rival Lourdes Flores como uma de suas candidatas à vice-presidência.
García morreu no dia 17 de abril de 2019, após atirar contra a própria cabeça enquanto policiais se preparavam para prendê-lo, a pedido da Promotoria, em decorrência do escândalo da Odebrecht. Ele foi transferido em estado grave para o hospital, onde permaneceu por mais de três horas em uma sala de cirurgia. Durante o procedimento, sofreu três paradas cardiorrespiratórias antes de falecer.
García é considerado um dos políticos mais controversos, porém talentosos, da história contemporânea do Peru. Ele era conhecido por ser um orador imensamente carismático.

## Início de vida
Nascido na Clínica Maison de Santé, no distrito de Barranco, em uma família de classe média, García conheceu seu pai pela primeira vez aos cinco anos de idade, devido ao encarceramento deste na Prisão El Sexto por ser membro do Partido Aprista Peruano. Sua mãe fundou a base do partido na província de Camaná, na região de Arequipa. Desde muito jovem, García acompanhava o pai às reuniões do partido e tornou-se próximo de futuros líderes da Aliança Popular Revolucionária Americana (APRA), como Luis Alva Castro e Mercedes Cabanillas. Aos 14 anos, já era considerado um orador imensamente talentoso, tendo feito seu primeiro discurso em homenagem ao fundador do partido, Víctor Raúl Haya de la Torre, a quem admirava e seguia até sua morte.
García estudou Direito, inicialmente na Pontifícia Universidade Católica do Peru e, posteriormente, formou-se bacharel pela Universidade Nacional Maior de São Marcos, em 1971. Um ano depois, partiu para a Espanha, onde iniciou um doutorado em Direito Constitucional sob orientação de Manuel Fraga. Durante anos, García afirmou ter concluído o doutorado; contudo, em 2014, documentos da universidade comprovaram que ele jamais finalizou o trabalho necessário. Em 1974, mudou-se para a França, junto com outros membros da APRA, para estudar na Universidade Sorbonne Nouvelle Paris 3 e no Instituto de Altos Estudos da América Latina (IHEAL). Após obter um diploma em Sociologia pelo IHEAL, foi convocado por Víctor Raúl Haya de la Torre a retornar ao Peru para concorrer à Assembleia Constituinte de 1978. García foi eleito membro da Assembleia, onde impressionou os colegas por sua oratória e retórica habilidosa. Como Secretário de Organização da APRA, passou a conduzir os assuntos públicos do partido após a morte de Haya de la Torre, em 1979.
De seu primeiro casamento, García teve uma filha, Carla, que desde 2014 também atua na política peruana. Com sua segunda esposa, Pilar Nores, da qual se separou em 2010, teve quatro filhos. Ele também teve um filho fruto de um relacionamento extraconjugal com a economista Roxanne Cheesman.
Reconhecido como uma jovem liderança promissora no país, foi eleito para o Congresso em 1980. Dois anos depois, tornou-se Secretário-Geral do Partido Aprista Peruano. Foi eleito presidente da República nas eleições gerais de 1985.

## Primeira presidência (1985–1990)
García ganhou a eleição presidencial em 14 de abril de 1985 com 45% dos votos. Por não ter recebido os 50% necessários para vencer já no primeiro turno, um segundo turno foi realizado entre ele e o ex-prefeito de Lima, Alfonso Barrantes, do Partido da Esquerda Unida. Barrantes, porém, retirou sua candidatura, dizendo que não queria prolongar a incerteza política no país. García então foi declarado presidente em 1º de junho e tomou posse em 28 de julho de 1985. Pela primeira vez em sua história de quase 60 anos, o APRA chegava ao poder no Peru. Com 36 anos, García foi chamado de "Kennedy da América Latina", tornando-se o presidente mais jovem da região naquela época, e o segundo mais jovem presidente da história peruana (sendo o mais jovem Juan Crisóstomo Torrico, em 1842, aos 34 anos).

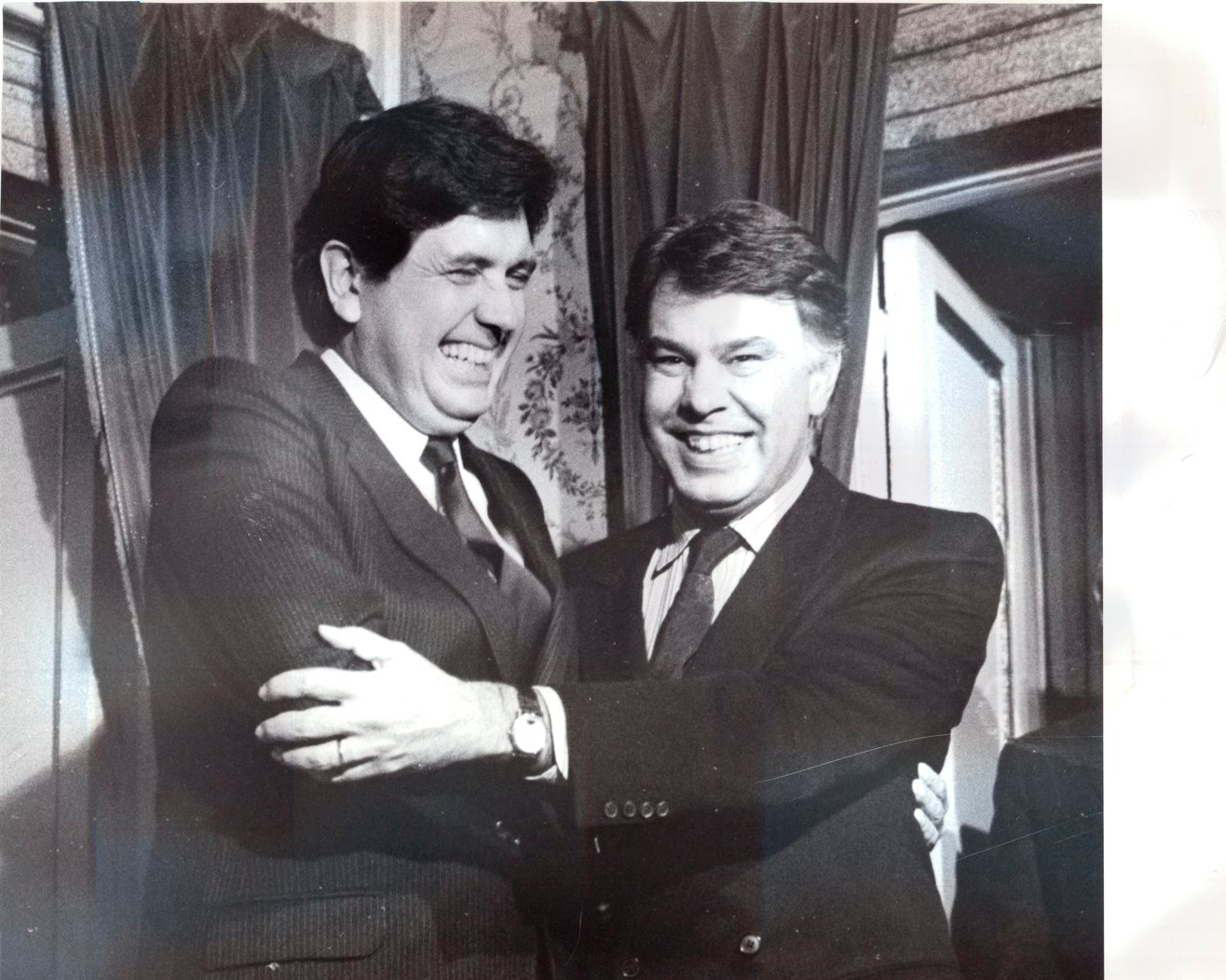
Alan García e o primeiro-ministro espanhol Felipe González no Palácio Moncloa em janeiro de 1987.

Sua política econômica era baseada no pensamento anti-imperialista do seu partido, o APRA, com García distanciando o Peru dos mercados internacionais, resultando em pouco investimento no país. Apesar de sua popularidade inicial entre os eleitores, o mandato de García foi marcado por picos de hiperinflação, que chegou a 7.649% em 1990 e teve um total cumulativo de 2.200.200% ao longo dos cinco anos, desestabilizando completamente a economia peruana. A dívida externa do Peru no mandato de García aumentou para 19 bilhões de dólares em 1989. Devido à inflação crônica, a moeda peruana, o sol, foi substituída pelo inti em fevereiro de 1985 (antes de sua presidência iniciar), que, por sua vez, foi substituída pelo nuevo sol ("novo sol") em julho de 1991, quando o novo sol tinha um valor cumulativo de um bilhão (1.000.000.000) de velhos soles.
De acordo com estudos do Instituto Nacional de Estatística e Informática e do Programa das Nações Unidas para o Desenvolvimento, no início da sua presidência, 41,6% dos peruanos viviam na pobreza. Durante a sua presidência, esta percentagem aumentou 13% (para 55%) em 1991. García também tentou nacionalizar os setores bancário e de seguros. O Fundo Monetário Internacional e a comunidade financeira reagiram mal depois de a administração de García ter declarado unilateralmente um limite para o pagamento da dívida igual a 10% do Produto Nacional Bruto, isolando assim o Peru dos mercados financeiros internacionais.
A presidência de García foi marcada por uma hiperinflação recorde mundial, com a taxa anual ultrapassando 13.000% ao ano. O governo devastou a economia local, bem como todas as instituições governamentais. A fome, corrupção, injustiça, abuso de poder, elitismo partidário e agitação social aumentaram para níveis extremos, se espalhando por toda a nação devido às falhas e incompetência de García, fomentando o terrorismo. A turbulência econômica agravou as tensões sociais e contribuiu, em grande parte, para o crescimento do movimento rebelde maoísta violento conhecido como Sendero Luminoso, que deu início ao conflito interno no Peru e começou a atacar torres elétricas, causando vários apagões em Lima. O período também viu o surgimento do Movimento Revolucionário Túpac Amaru (MRTA). O governo de García buscou, sem sucesso, uma solução militar para o crescente terrorismo, alegadamente cometendo violações dos direitos humanos, as quais ainda estão sendo investigadas. Entre essas violações estão o massacre de Accomarca, onde 47 camponeses foram mortos pelas forças armadas em agosto de 1985; o massacre de Cayara (maio de 1988), no qual cerca de trinta pessoas foram mortas e dezenas desapareceram; e a execução sumária de mais de 200 presos durante motins nas prisões de Lurigancho, San Juan Bautista (El Frontón) e Santa Bárbara em 1986. Segundo uma investigação oficial, estima-se que cerca de 1.600 desaparecimentos forçados ocorreram durante a presidência de García. O envolvimento pessoal de García nesses eventos não é claro. García foi supostamente ligado ao Comando paramilitar Rodrigo Franco, acusado de realizar assassinatos políticos no Peru durante sua presidência. Um relatório desclassificado dos EUA, escrito no final de 1987, dizia que o partido de García, o APRA, e altos funcionários do governo estavam dirigindo um grupo paramilitar, responsável pelo atentado contra o jornal El Diario, na época vinculado ao Sendero Luminoso, que havia enviado pessoas para treinar na Coreia do Norte e pode ter se envolvido em execuções. De acordo com a jornalista investigativa Lucy Komisar, o relatório deixou claro que acreditava-se que García havia dado as ordens.
Os fracassos econômicos históricos de Alan García foram utilizados pelos economistas Rudi Dornbusch e Sebastian Edwards para cunhar o termo populismo macroeconômico. Devido à sua impopularidade ao final do primeiro mandato, durante seu discurso de despedida em 28 de julho de 1990, García foi vaiado por toda a oposição e quase impedido de falar. Os opositores batiam com pastas nas mesas para interrompê-lo, e alguns até abandonaram o Congresso. O episódio anedótico foi televisionado.
Ainda no mesmo dia, a mesa diretora da Câmara dos Deputados solicitou a criação de uma comissão especial para investigar a presidência de García, acusando-o de corrupção massiva e enriquecimento ilícito. A comissão apresentou diversas acusações comprovadas, incluindo desvio de verbas, apropriação indevida e suborno, baseadas, entre outras fontes confiáveis, em uma investigação do Congresso dos Estados Unidos que vinculava García ao escândalo do BCCI e havia rastreado milhões de dólares obtidos ilicitamente em contas no BCCI e em outros bancos.
Em 1991, o promotor distrital de Nova York, Robert Morgenthau, apresentou acusações formais contra García. Mais tarde, em 1992, o então senador norte-americano John Kerry presidiu o relatório final sobre o escândalo do BCCI, que concluiu que García não apenas era culpado por corrupção, como também estava diretamente envolvido em uma rede internacional de crime organizado, cujas atividades incluíam tráfico de drogas e de armas. Por fim, a Suprema Corte do Peru anulou todas as investigações e acusações constitucionais reunidas contra García, o que permitiu seu retorno ao Peru após nove anos de exílio autoimposto.

## Exílio
Em 5 de abril de 1992, Alberto Fujimori realizou um autogolpe no qual dissolveu inconstitucionalmente o Congresso Peruano e interveio no Judiciário, além de em outras instituições públicas. Por conta dessas ações, vários políticos foram perseguidos e impedidos de deixar suas casas. Alan García, que exercia o cargo de senador vitalício desde 1990, estava impedido de atuar plenamente devido a acusações apresentadas pela Câmara dos Deputados. Em 18 de outubro de 1991, o Senado debateu a proposta da câmara baixa para indiciar García pelos supostos crimes de enriquecimento ilícito e crime contra a fé pública, supostamente cometidos durante o exercício de suas funções públicas. O Senado decidiu então suspender o ex-presidente Alan García do cargo de senador vitalício e submetê-lo a julgamento pelas acusações de enriquecimento ilícito durante seu mandato presidencial, com 38 votos a favor e 17 contra. Ele conseguiu retornar ao Senado em março de 1992, um mês antes do autogolpe, após a Suprema Corte do Peru anular todas as acusações constitucionais contra ele. Segundo Jorge Del Castillo, em declaração de 2008, Alberto Fujimori teria ordenado a Vladimiro Montesinos que capturasse e assassinasse García no dia do golpe. De acordo com o próprio testemunho de García, ele conseguiu fugir de sua casa enquanto tanques militares tomavam o bairro onde residia.
Após semanas escondido em uma obra, ele conseguiu entrar na residência do embaixador colombiano no final de maio, onde solicitou asilo político. O pedido foi aceito pelo presidente César Gaviria. O ex-presidente deixou o Peru com um salvo-conduto que lhe permitiu embarcar no Air Force One colombiano, avião que o levou para Bogotá, junto do congressista Jorge Del Castillo. García chegou ao aeroporto militar de Catam e, em declarações à imprensa, prometeu lutar contra a ditadura instalada por Alberto Fujimori. O regime de Fujimori, por sua vez, abriu um processo judicial para investigar a acusação de enriquecimento ilícito, além de várias outras acusações de corrupção. Posteriormente, a extradição de García foi solicitada ao governo colombiano, mas foi negada.
Em 1994, a Comissão de Direitos Humanos da Organização dos Estados Americanos denunciou o governo de Fujimori por violação dos direitos à liberdade, segurança e devido processo de defesa de Alan García, e solicitou ao governo peruano a anulação dos processos iniciados contra ele.
Em abril de 1995, o Congresso retirou a imunidade parlamentar de Alan García em resposta às acusações de que ele teria recebido subornos do consórcio italiano Tralima para a construção do Metrô de Lima. Com base nisso, a Seção Civil da Suprema Corte voltou a solicitar ao governo da Colômbia a extradição de García, o que foi negado, pois ele havia se mudado para Paris, onde permaneceu durante o restante de seu exílio.
Entre os anos de 1993 e 2001, Alan García não participou ativamente da política peruana, com exceção da publicação de algumas obras sobre seu primeiro governo e de um trabalho literário intitulado "El Mundo de Maquiavelo" (O Mundo de Maquiavel). Ele continuou denunciando as violações de direitos humanos cometidas pelo governo de Fujimori. Em raras ocasiões, García apareceu na televisão e rádio peruanas, falando de Bogotá, na Colômbia.
Em 2001, a Suprema Corte declarou anuladas as acusações que haviam sido imputadas a ele ao final de seu primeiro mandato.

## Retorno a política

### Eleição presidencial de 2001
Alan García retornou a Lima no dia 27 de janeiro de 2001, às 17:35 horas. O seu regresso grande expetativa e uma enorme multidão de apoiantes o aguardava no aeroporto cantando o seu nome e manifestando o seu apoio com centenas de cartazes com as palavras “ALAN VUELVE”. Nesse mesmo dia, às 20h30, foi convocado um comício na Plaza San Martin de Lima, onde Garcia discursou perante uma grande multidão. Garcia candidatou-se à presidência nas novas eleições convocadas pelo presidente interino Valentín Paniagua e, numa campanha eleitoral de 60 dias, terminou em segundo lugar no primeiro turno, atrás de Alejandro Toledo, qualificando-o para o segundo turno. A popularidade de Toledo manteve-se estável, enquanto a de Garcia se baseou nas suas propostas sobre a questão do banco agrário, a não continuação do modelo neoliberal etc. No entanto, isso não foi suficiente para obter mais apoio entre os eleitores peruanos e Alejandro Toledo venceu as eleições gerais no segundo turno com 53,1% dos votos contra 46,9% de Garcia. Após as eleições de 2001, Garcia, enquanto líder do partido APRA, tornou-se líder da oposição.

### Eleição presidencial de 2006

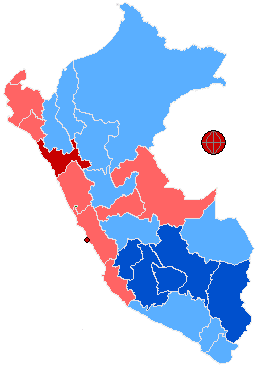
Distribuição geográfica dos votos da segunda volta nas eleições de 2006, por candidato vencedor.
Alan García, >2/3 dos votos válidos
Alan García, <2/3 dos votos válidos
Ollanta Humala, >2/3
Ollanta Humala, <2/3

García iniciou oficialmente sua campanha para as eleições presidenciais de abril de 2006 em Lima, no dia 20 de abril de 2005. Ollanta Humala venceu o primeiro turno com 32,50% dos votos válidos, seguido por García, que obteve 24,32% (à frente de Lourdes Flores, que teve 23,81%). Como nenhum candidato conquistou a maioria absoluta dos votos, foi realizado um segundo turno em 4 de junho de 2006 entre Humala e García. Resultados oficiais preliminares deram vantagem a García, levando Humala a reconhecer a derrota.
Em 28 de abril de 2006, antes do segundo turno, García se envolveu em uma polêmica com o presidente venezuelano Hugo Chávez. Pela segunda vez em uma eleição presidencial no Peru, Chávez declarou apoio a Ollanta Humala, oponente de García, e referiu-se a García como um "ladrão", "bandido" e "o Carlos Andrés Pérez do Peru". Em resposta, García afirmou que Chávez "não estava agindo como um estadista" e o desafiou para um debate a ser transmitido pela CNN. García também pediu a intervenção da Organização dos Estados Americanos (OEA) no caso.
Em 31 de maio de 2006, poucos dias antes do segundo turno, o assessor econômico de García, Enrique Cornejo, afirmou à imprensa que, caso García vencesse, seu governo renovaria um pacote de ajuda de US$ 422 milhões com o Fundo Monetário Internacional (FMI). Anoop Singh, então diretor do FMI para o Hemisfério Ocidental, reagiu positivamente, dizendo estar "impressionado com a visão do presidente eleito para o Peru, especialmente com seu compromisso de aplicar uma política econômica prudente."

## Segunda presidência (2006–2011)

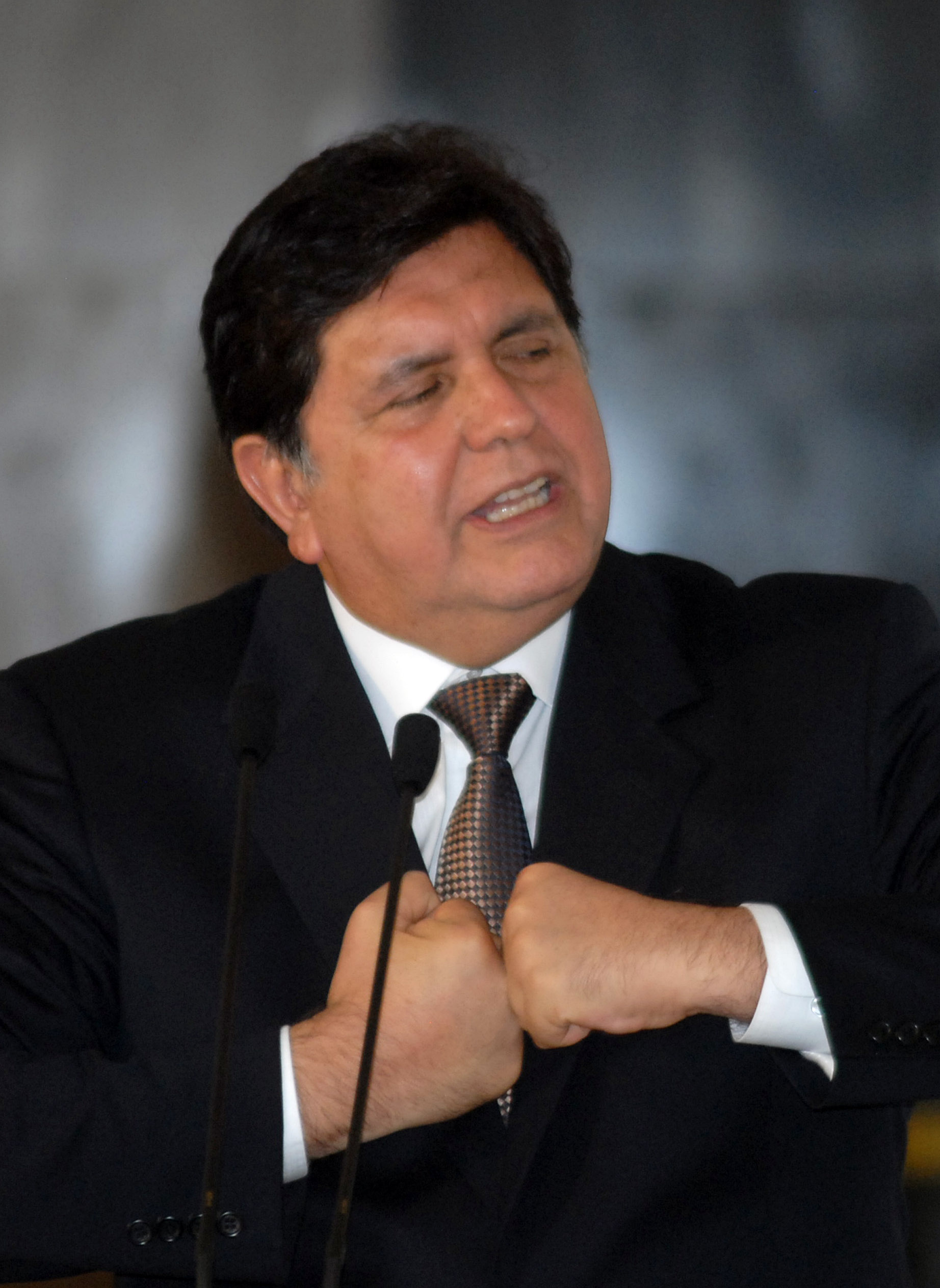
Alan García em Brasília após ganhar seu segundo mandato.

Em 28 de julho de 2006, García tomou posse como Presidente, depois de ter obtido cerca de 53% dos votos a nível nacional nas eleições de 4 de junho contra Ollanta Humala. Durante seu segundo mandato tentou melhorar a sua reputação em comparação com o seu primeiro mandato.
Ganhou na capital, Lima, e na costa norte, uma base geográfica do partido APRA, mas perdeu na região sul (maioritariamente empobrecida, mas incluindo grandes cidades como Cuzco e Arequipa) e nas zonas de floresta tropical, consideradas redutos de Humala. Um terço dos eleitores disse que votar em Humala era “votar no mal menor”: embora muitos peruanos tivessem uma impressão muito negativa de García após o seu primeiro mandato, ficaram assustados com os rumores de que Humala criaria um governo baseado na Cuba de Fidel Castro e transformaria Hugo Chávez, Presidente da Venezuela, no governante virtual do Peru, devido ao patrocínio de Chávez ao partido de Humala. Estes receios foram acompanhados de declarações de militarização, da reintrodução da pena de morte e da criminalização e desrespeito pelas comunidades LGBT. Humala negou estes rumores, mas as suas declarações contraditórias sobre a visão do seu governo e a forte campanha de Chávez a seu favor criaram suspeitas suficientes entre os eleitores para lhe custar a eleição. Com 36 assentos, o APRA foi o segundo maior bloco no Congresso unicameral de 120 assentos, que foi empossado alguns dias antes do presidente. Com 45 assentos, o partido de Humala, União pelo Peru, embora dividido em três facções, era o maior bloco.
Em 28 de junho, um mês antes da tomada de posse de García, o seu partido deu 25 dos 79 votos, quase um terço, que ratificaram o Acordo de Promoção Comercial Peru-Estados Unidos no Congresso peruano. Isso aconteceu um mês antes da nova legislatura que incluiria os congressistas da União pelo Peru, que eram opostos ao acordo com os EUA. O Congresso dos EUA ratificou o acordo em 4 de dezembro de 2007, que entrou em vigor em 1º de fevereiro de 2009.
No seu primeiro discurso como Presidente, García declarou que iria nomear um Ministro das Finanças que não fosse “um liberal de mercado ortodoxo” nem uma pessoa “excessivamente a favor da intervenção do Estado na economia”. O cargo de primeiro-ministro foi atribuído a Jorge Del Castillo. De acordo com a BBC, em entrevistas privadas, García tinha declarado o seu interesse num possível futuro acordo comercial com o Brasil e considerava-se “um admirador” do Presidente brasileiro Lula da Silva.

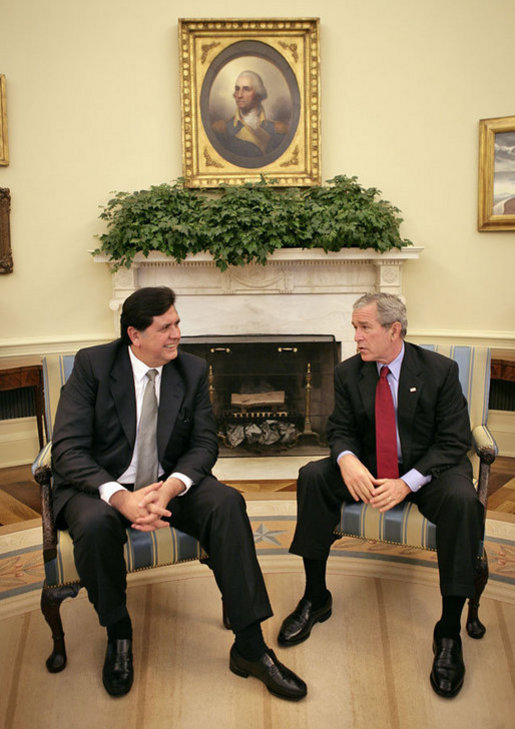
Alan García e George W. Bush na Casa Branca em Outubro de 2006.

Em coletivas de imprensa com correspondentes estrangeiros, García reconheceu que o apoio recebido por Humala na eleição “não podia ser ignorado”. Em um gesto de reconhecimento do cenário político interno futuro, com um Congresso controlado pela UPP, García foi citado dizendo: “O Sr. Humala é uma figura política importante, e um presidente deve consultar diferentes facções políticas”. No entanto, Humala afirmou que não cumprimentaria pessoalmente o vencedor, acrescentando que “ele e seu partido constituirão o principal bloco de oposição, não para lutar contra o Sr. García, mas para defender os interesses do Estado e fiscalizar o governo”.
O presidente Hugo Chávez respondeu aos comentários de Alan García em seu programa Aló Presidente, dizendo que era García quem devia um pedido de desculpas, afirmando: "a única forma de restabelecer as relações entre os dois países é se o presidente eleito do Peru [García] der uma explicação e pedir desculpas ao povo venezuelano. Ele foi quem começou a jogar pedras". Chávez também questionou a legitimidade da eleição peruana, mencionando 1,2 milhão de votos inválidos e uma margem de vitória de apenas 600 mil votos, embora não tenha apresentado provas dessas alegações. García, que havia sido convidado a se reunir com o presidente brasileiro Lula da Silva, respondeu: “Aceite sua derrota em silêncio. Não me peça desculpas por algo que surgiu de interferência e declarações inaceitáveis segundo o direito internacional.” As diferenças entre os dois foram superadas posteriormente na II Cúpula da Comunidade Sul-Americana de Nações.
Em 20 de julho de 2006, García nomeou Luis Carranza — ex-executivo do banco espanhol BBVA e ex-diretor do Banco Central — como ministro da Economia e Finanças. A nomeação foi bem recebida por críticos das políticas fiscais de García durante seu primeiro mandato. No entanto, Mario Huamán Rivera, presidente da Confederação Geral dos Trabalhadores do Peru, criticou a escolha, afirmando que “parece que Alan García não vai cumprir sua promessa de mudar a política econômica”. Na véspera de sua posse, García anunciou oficialmente seu gabinete, nomeando Jorge del Castillo como primeiro-ministro, Luis Carranza como ministro da Economia e José Antonio García Belaúnde como ministro das relações exteriores. García tomou posse como presidente em 28 de julho de 2006.
Durante a campanha, García declarou ser favorável à pena de morte para estupradores de menores, e reafirmou essa posição enquanto estava no cargo, propondo uma lei para modificar o Código Penal. Posteriormente, expandiu sua proposta para incluir também terroristas entre os que poderiam ser condenados à morte.
García enfrentou sua primeira grande derrota política do segundo mandato em 11 de janeiro de 2007, quando o Congresso rejeitou sua proposta de pena de morte para membros capturados do grupo rebelde Sendero Luminoso, por 49 votos a 26. A proposta foi barrada por violar a Convenção Americana sobre Direitos Humanos, da qual o Peru é signatário. Após a rejeição, García sugeriu um referendo nacional sobre o tema, mas o Congresso também bloqueou essa iniciativa. Cerca de 3.000 apoiadores da proposta marcharam em Lima com fotos de vítimas dos ataques do Sendero Luminoso.

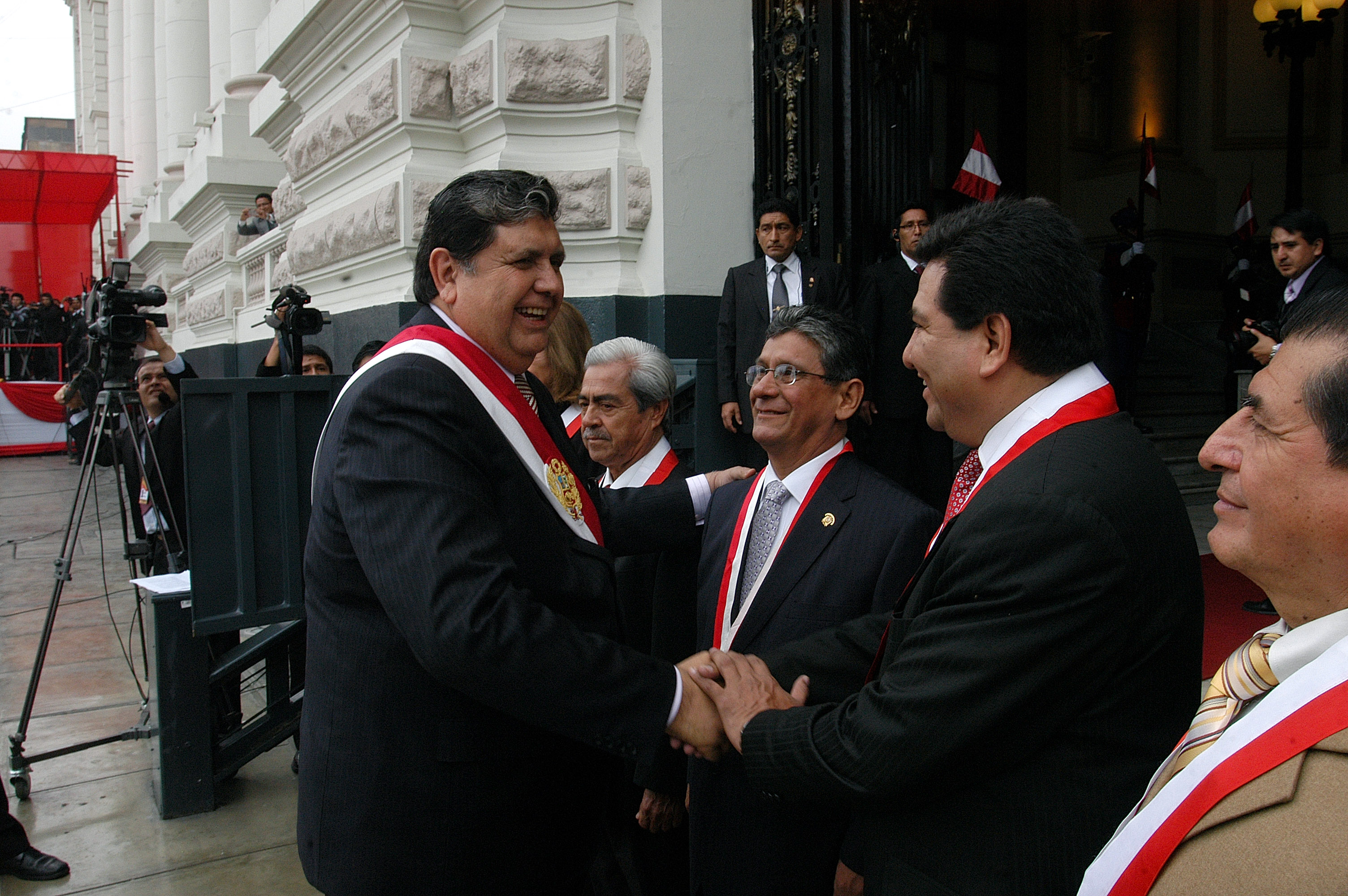
García no 189º aniversário da independência do Peru da Espanha, em julho de 2010.

Em 5 de junho de 2009, o presidente Alan García ordenou uma operação militar e policial para dispersar protestos indígenas na região de Bagua, na Amazônia peruana. Os manifestantes, em sua maioria pertencentes a povos originários amazônicos, protestavam contra uma série de decretos assinados por García que facilitavam a entrada de corporações estrangeiras em terras indígenas para exploração de petróleo, mineração e madeira. O conflito, conhecido como o Massacre de Bagua ou “Baguazo”, resultou na morte de mais de 100 civis indígenas, segundo algumas fontes, além de 14 policiais mortos durante o confronto. O governo, por meio de comerciais televisionados editados, afirmou que alguns policiais foram assassinados após serem feitos prisioneiros pelos manifestantes. Por outro lado, líderes indígenas denunciaram que os corpos de nativos mortos haviam sido jogados nos rios da região para encobrir o massacre.
Com o passar dos anos, diversos estudos sobre violações de direitos humanos no Peru apontaram uma ligação direta entre Alan García e setores que promovem a impunidade de violadores dos direitos humanos. Isso se deu, entre outras formas, por meio de suas nomeações de juízes alinhados a interesses militares e pela perseguição a magistrados que tentavam levar adiante acusações contra membros das forças armadas. Durante seu segundo governo, García mostrou hostilidade contínua às organizações de direitos humanos, criando leis que dificultavam o trabalho de ONGs da área, limitando seu financiamento e impedindo sua atuação jurídica. Em contrapartida, fornecia amplos recursos legais a oficiais acusados de crimes, buscando criar um ambiente jurídico favorável aos réus e desfavorável às vítimas. Seu governo, segundo críticos, tentou sistematicamente desmobilizar a capacidade do sistema judiciário de responsabilizar agentes estatais por violações de direitos humanos.

### Relações exteriores

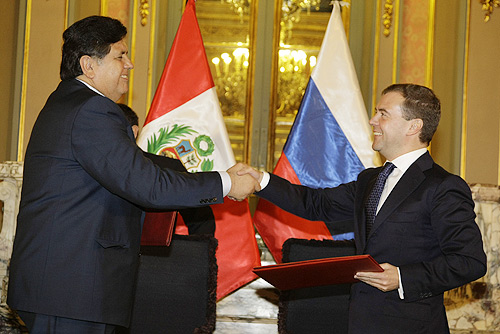
García com o Presidente da Rússia Dmitri Medvedev na cidade de Lima em 24 de novembro de 2008.

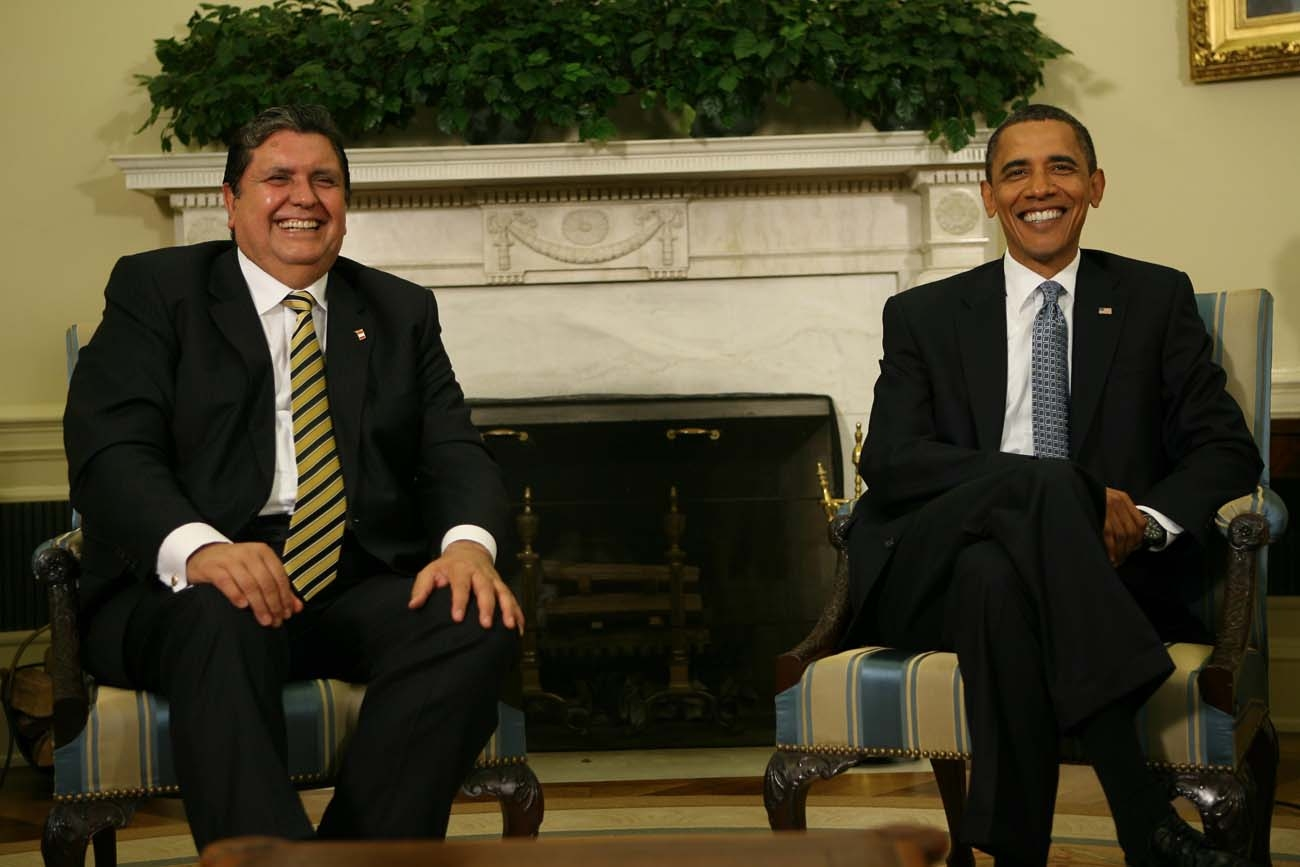
García com o Presidente dos Estados Unidos Barack Obama em Washington D.C em 1 de junho de 2010.

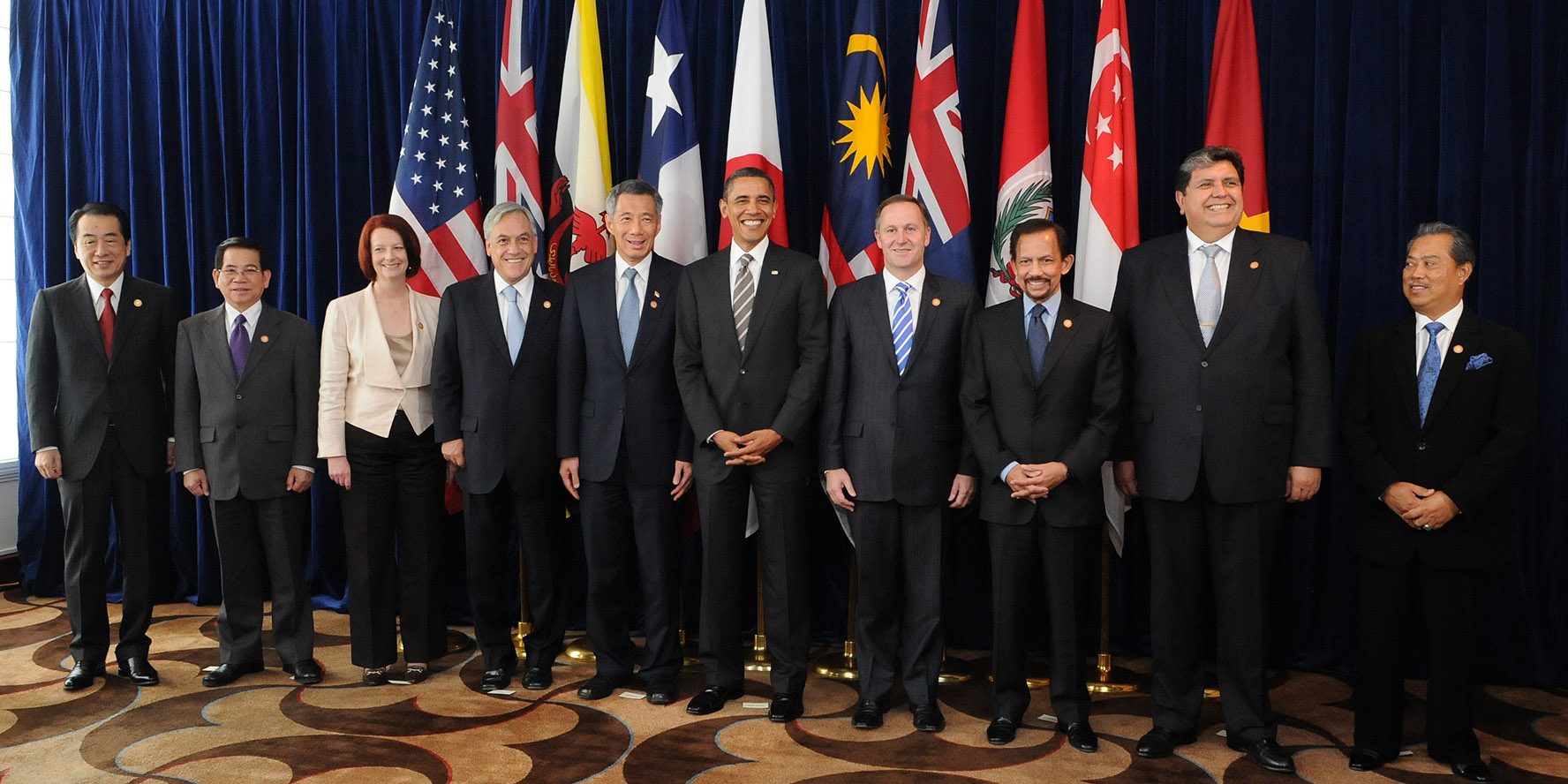
Líderes dos países membros da Parceria Transpacífica em 2010.

Após ser eleito, nos meses que antecederam sua posse, García buscou reconstruir a relação do Peru com o Chile, abalada pelas divergências entre os governos de Alejandro Toledo e Ricardo Lagos e severamente comprometida pelo caso de extradição do ex-presidente Alberto Fujimori. As intenções de García foram bem recebidas por Michelle Bachelet, presidente do Chile, com quem se reuniu e firmou alguns acordos preliminares. Essas conversas eventualmente levaram ao rascunho final de um importante acordo econômico com o Chile, um mês após García assumir o cargo.
Em 9 de novembro de 2006, três meses após sua posse, García assinou 12 acordos comerciais com o presidente brasileiro Luiz Inácio Lula da Silva, fortalecendo a relação entre os dois países. Como parte do programa IIRSA e dos esforços contínuos de integração – incluindo as negociações de agosto de 2006 entre a Petrobras e a Petroperú, esses novos acordos buscavam ampliar a cooperação bilateral. García ofereceu energia hidrelétrica peruana para atender às crescentes necessidades energéticas do Brasil, embora mais detalhes não tenham sido divulgados.

## Pós-presidência (2011–2019)
Após as eleições presidenciais de 2011, Alan García, conforme prometido durante sua campanha, se colocou à disposição do novo Chefe de Estado para colaborar com os interesses do Peru da forma que fosse solicitada.
Nesse período, também passou a se dedicar à escrita de artigos de opinião, nos quais compartilhava suas visões sobre a realidade interna e externa do país, com foco na redução da pobreza, atração de investimentos estrangeiros e crescimento econômico com sensibilidade social — temas centrais em seu discurso político.
Em fevereiro de 2014, o aumento salarial dos ministros do governo gerou forte crítica de García. Durante seu segundo mandato, ele havia reduzido pela metade o salário de seu gabinete ministerial, o que, segundo fontes oficiais, teria ocasionado uma fuga de talentos da administração pública. Pelo Twitter, García ironizou a medida chamando-a de "o grande negócio".
Na eleição presidencial de 2016, Alan García tentou pela terceira vez retornar à presidência, dessa vez como candidato da coalizão Aliança Popular, formada pelo seu partido, o APRA, e seu antigo rival histórico, o Partido Popular Cristão (PPC), tendo Lourdes Flores como sua primeira vice na chapa. No entanto, a candidatura teve desempenho fraco: García obteve apenas 5,83% dos votos, ficando longe de chegar ao segundo turno. A eleição foi vencida por Pedro Pablo Kuczynski.

### Mega-comissão
Em 2013, uma mega-comissão foi formada e, durante cinco anos, investigou supostas irregularidades do segundo governo de Alan García, tendo o nacionalista Sergio Tejada como presidente da comissão. Dos oito casos analisados, em nenhum deles foi possível dar continuidade às investigações contra o ex-presidente, pois ele havia apresentado um recurso de amparo contra a comissão, alegando violação do devido processo legal. Consequentemente, o Judiciário anulou tudo o que havia sido feito em relação a García, impedindo a continuidade das investigações.

### Escândalo da Odebrecht

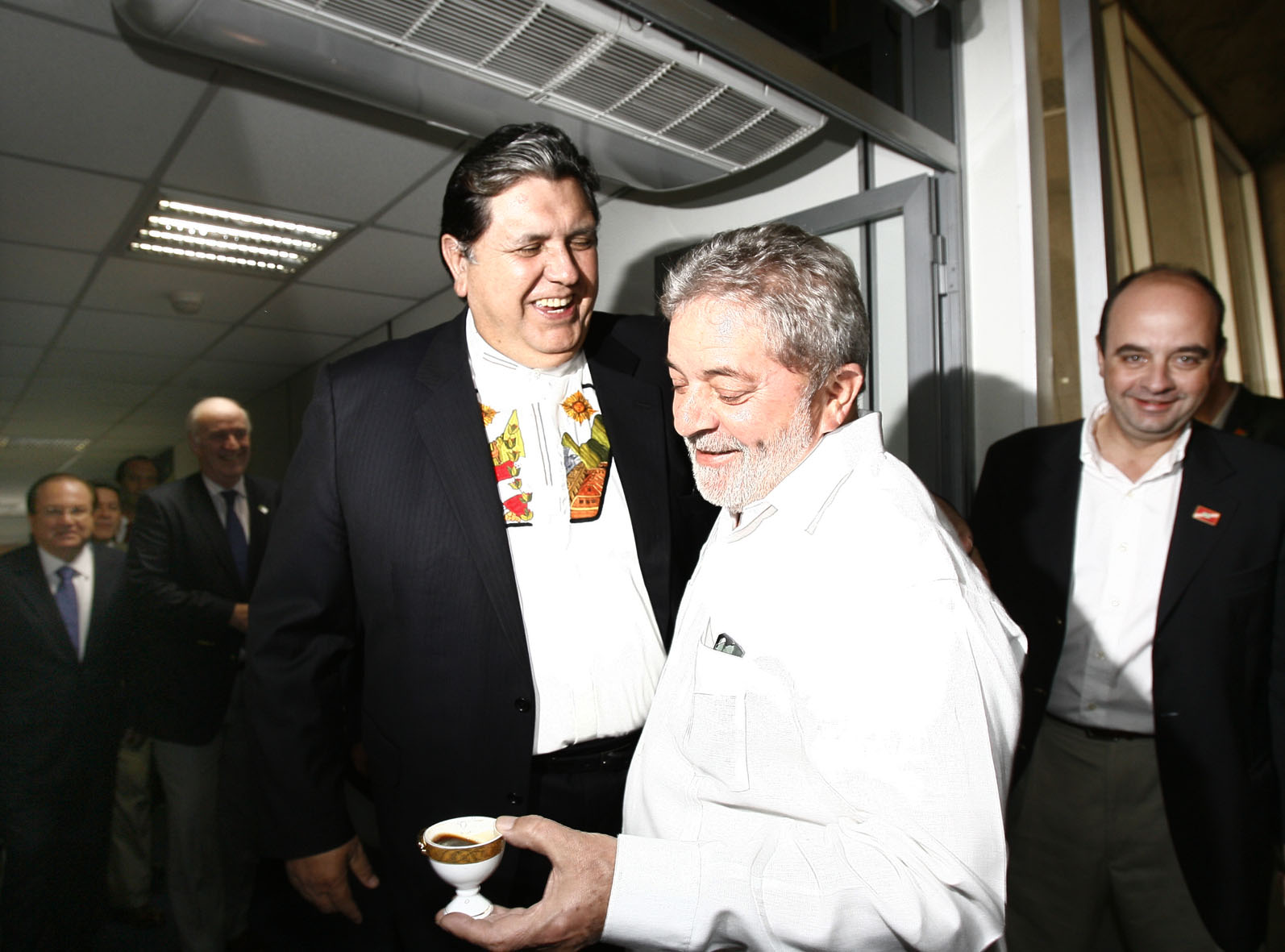
García em 2010 com o presidente brasileiro Luiz Inácio Lula da Silva.

A imprensa peruana informou que, em maio de 2012, após deixar o cargo, García 100 mil dólares para fazer um discurso a empresários brasileiros em São Paulo, valor que mais tarde foi caracterizado pela mídia e suspeito pelos promotores peruanos como uma propina da construtora brasileira Odebrecht. Como García declarou e pagou impostos sobre cada pagamento recebido, e várias organizações estavam dispostas a pagá-lo para tê-lo como palestrante, sua defesa e seus advogados estavam otimistas de que poderiam demonstrar que os pagamentos não constituíam suborno.
m 2016 e 2017, cinco ex-ministros de García foram acusados de corrupção pelo sistema de justiça peruano: Yehude Simon (Primeiro-Ministro), Rosario Fernández (Ministra da Justiça), Mercedes Cabanillas (Ministra do Interior), Ántero Flores Aráoz (Ministro da Defesa) e Luis Nava Guibert (Ministro da Produção).
Em novembro de 2018, García foi impedido pela Justiça de deixar o Peru devido à investigação do escândalo da Odebrecht. Ele entrou na residência do embaixador do Uruguai em 17 de novembro, solicitando asilo. Assim, em 18 de novembro, o Ministério das Relações Exteriores do Peru informou que o embaixador da República Oriental do Uruguai havia comunicado a entrada do ex-presidente em sua residência e o pedido de asilo diplomático. O ministro das Relações Exteriores do Uruguai, Rodolfo Nin Novoa, informou que o Uruguai havia decidido processar o pedido de asilo. Em 20 de novembro, o Ministério das Relações Exteriores do Peru entregou uma nota diplomática ao embaixador uruguaio, Carlos Barros, sobre o pedido de asilo diplomático apresentado por Alan García, expressando a posição do governo peruano e negando a existência de perseguição política. No entanto, em 3 de dezembro, seu pedido foi negado, e ele deixou posteriormente a residência do embaixador. Em 4 de janeiro de 2019, García compareceu ao Ministério Público como testemunha para depor na investigação conduzida contra Miguel Atala (ex-vice-presidente da PetroPerú), por ter recebido uma propina da empresa Odebrecht.
O escândalo também levou à prisão, quando possível, de todos os demais ex-presidentes vivos do Peru que haviam governado desde 2000: Pedro Pablo Kuczynski, Ollanta Humala e Alejandro Toledo.

## Suicídio
Em 17 de abril de 2019, García atirou contra a própria cabeça enquanto se escondia em seu quarto, no momento em que lhe era apresentado um mandado de prisão preventiva de dez dias, relacionado às investigações de corrupção e subornos que seu secretário teria recebido da Odebrecht. Relatórios iniciais afirmaram que os policiais violaram o protocolo, permitindo que García ficasse sozinho sob a desculpa de que iria falar com seu advogado. Ele foi levado ao hospital Casimiro Ulloa e passou por um procedimento cirúrgico de emergência, durante o qual sofreu três paradas cardíacas. Após quatro horas, sua morte foi anunciada pelos líderes do partido político Aliança Popular Revolucionária Americana (APRA) e por Nidia Vílchez, sendo a causa uma hemorragia cerebral “massiva” e parada cardiorrespiratória. Segundo fontes policiais, García teria se matado com seu revólver Colt Anaconda, que lhe foi dado como presente pela Marinha do Peru durante seu segundo mandato, e fazia parte de outras nove armas de fogo que o ex-presidente tinha autorização legal para possuir.
Poucas horas após o anúncio de sua morte, o corpo de García foi levado em um caixão de madeira para a sede do APRA em Lima, onde um velório foi realizado no mesmo dia. O presidente Martín Vizcarra declarou luto oficial de três dias. Diversas autoridades e personalidades peruanas e estrangeiras expressaram suas condolências à família pela morte do ex-presidente.

## Imagem pública
García foi considerado "Líder do Ano" pela revista Latin Business Chronicle em um período em que o Peru figurava entre os três melhores países da América Latina para negócios.

## Livros publicados
Alan García Pérez escreveu diversos livros, entre os quais destacam-se:
- 1982 - El futuro diferente
- 1987 - A la inmensa mayoría
- 1989 - El desarme financiero
- 1990 - La revolución regional
- 1991 - El nuevo totalitarismo
- 1992 - Contra la dictadura
- 1994 - El mundo de Maquiavelo
- 1997 - La falsa modernidad
- 1998 - Mi gobierno hizo dar verguenza
- 2003 - Modernidad y política en el siglo XXI
- 2004 - Para comprender el siglo XXI
- 2005 - Sierra exportadora